# Trang viên Bachorza
52°23′36″B 22°18′43″Đ / 52,39333°B 22,31194°Đ

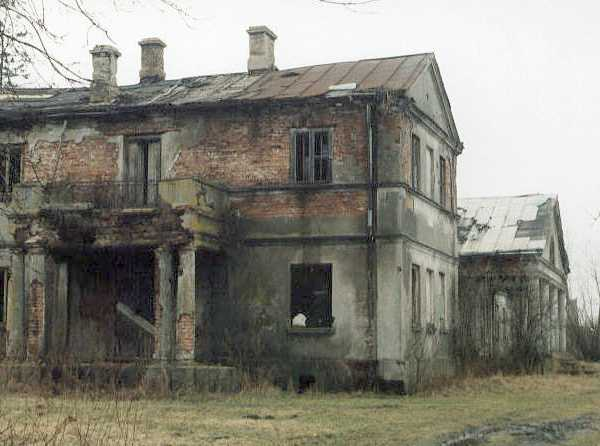
Bachorza năm 2010

Bachorza là một trang viên nằm ở hạt Bachorza, tỉnh Masovianp, miền trung đông Ba Lan. Trang viên ban đầu được xây dựng vào cuối thế kỷ VII, nhưng sau đó được thiết kế lại vào giữa thế kỷ XIX. Bachorza là nơi sinh sống của nhiều gia đình Ba Lan nổi tiếng và là ví dụ điển hình của kiến trúc trang trí Ba Lan tân cổ điển.

## Lịch sử
Mảnh đất Bachorza được gia đình quý tộc Radziwiłł, Krasnoyński, Ogiński và Kobyliński nắm giữ. Giữa thế kỷ XIX, ngôi nhà đã được bán cho gia đình quý tộc Repek. Dernalowicz đã xây dựng lại trang viên theo phong cách tân cổ điển.
Vào đầu thế kỷ 20, bá tước Antoni Odrow-Wysocki mua ngôi nhà cùng với mảnh đất. Bá tước Odrowąż-Wysocki đột ngột qua đời vào năm 1935 và gia đình ông bán Bachorza cho bá tước Teofil Dołęga-Zaleski.
Năm 1945, Hồng quân tiếp quản trang viên. Do không được phục dựng, trang viên xuống cấp trầm trọng. Vào những năm 90 của thể kỷ XX, hậu duệ Zaleski đã cố gắng giành lại trang viên nhưng không được phép.

## Ngôi nhà ma ám
Theo một truyền thuyết, Bachorza là ngôi nhà bị ma ám. Cả lãnh chúa và gia nhân đều nghe thấy âm thanh kỳ quái phát ra từ những căn phòng trống, các bức tranh trong nhà được cho là tự dưng biến mất hoặc di chuyển trong đêm. Tin đồn này đã ảnh hưởng đến giá bán căn nhà vào năm 1935; Dołęga-Zaleski, người đã mua Bachorza năm đó, tuyên bố không tin vào lời đồn này.